# 朱慧珍 (藝人)
朱慧珍（1961年10月31日—），臺灣女演員、主持人，外省人第二代，國語、台語流利，曾主持《巨登大歌廳》。1986年與藝人邢峰產下一女朱安婕，但最後與邢分手。朱於拍攝民視連續劇《娘家》時發生意外，傷及頸椎，一度轉作服裝設計師。
曾拍攝母親節錶款廣告，收入捐給台灣世界展望會。2012年，女兒朱安婕因感情因素自殺身亡。2015年至2016年接演民視連續劇《嫁妝》，並飾演蔡春美角色。

## 生平
1983年朱慧珍與秀場主持人邢峰熱戀，交往兩年多。1986年朱慧珍生下一女朱安婕，由朱慧珍獨力撫養。1987年邢、朱兩人終告分手，並未結婚。朱安婕於2012年5月13日母親節這天，在臺北市內湖區10樓租屋處跳樓自殺身亡。
朱慧珍篤信藏傳佛教，已經皈依大寶法王。朱慧珍表示「女兒託夢，要我把為女兒準備的第一桶金，新臺幣一百萬元獻給法王，請他為女兒超度。」法王表示會拿來修繕印度的寺廟，並樹立阿彌陀佛塑像，為其祈求冥福。朱慧珍也已經証實女兒是因為女同性戀的情變而自殺。
朱慧珍在2012年11月5日播出的JET綜合台《新聞挖挖哇》聲淚俱下地表示：她與邢峰交往兩年，邢有暴力傾向、一直家暴，他們吵架是因某女星介入。邢曾把門踢爛，拿菜刀要砍她，逼她跳樓。朱說：「我當時為了肚子裏小孩下跪求他。我說，『我跳下去是一屍兩命，你的事業也都毀了』！」朱慧珍還語出驚人表示，當年懷孕9個月時，曾被邢峰繼父摸下體；邢峰卻不相信她，更說若真有此事也是她勾引繼父，讓她對邢峰失望透頂。
朱慧珍說一直希望邢峰認領小孩，但邢照顧兩天就丟回來，回來時褲子破了，膝蓋也流血，也並未包紮。朱後來還提議，願贈與女兒一戶價值新臺幣兩三千萬的臺北東區房屋，並各出教育基金新臺幣一百萬元交付信託，共同照顧女兒，但也得不到邢家的理會。朱說：「我女兒好可憐，曾搶了一個月電話，以為爸爸會打來，但小五時，看到邢峰上胡瓜節目，他只承認有一個小孩，不是她。那時起，她就好恨他。」目前為止，對於朱慧珍的所有指控，邢峰均未作回應。
邢峰於《麻辣直通車》節目中解釋兩人關係，其中對於朱對其家暴的控訴，邢峰解釋說：「其實拳打腳踢只有一次，一次是什麼？不是我打她，是她爸爸跟她弟弟去打我。這個事後來鬧到武昌派出所，那是有紀錄的。」對於外遇的指控，他說：「我沒有外遇，（現在的太太）是非常多年了以後，我也跟她分開了好幾年了。我跟我太太結婚是在民國79年，她（朱慧珍）離開那個時候是民國75年。」對於朱離家的原因，邢峰說：「（朱慧珍）剖腹產，就後來她急於要去做這個所謂的瘦身減肥……我媽媽那種鄉下人就說……肚子開刀，如果裂開，怎麼怎麼的，不要那麼急。然後（朱慧珍）跟我媽媽就發生這個口角。……隔沒多久，朱慧珍就帶著我女兒離家出走了。」對於「拿菜刀要砍她」的指控，邢峰說：「（朱慧珍）自白書出來，就把我們家講得非常不堪，那我當時還年輕，氣急敗壞，我朋友就講，你就要焚香、發重誓、斬雞頭，我就說好，就去買菜刀。」邢峰意指菜刀是買來斬雞頭，結果被謠言張冠李戴之下，變成邢峰拿菜刀要砍朱慧珍。此外邢峰也有法律動作，2012年12月28日在律師陪同下，至臺北地檢署按鈴控告朱慧珍涉嫌妨害名譽及恐嚇。他無奈說：「26年來，朱慧珍一再編造不實悲慘情節誹謗我和家人，今年11月甚至在電視節目上，以誇張的悲情動作，指我繼父曾輕薄她。...為了爭取女兒，家人已陪我受苦20多年，遲未澄清，不是因為理虧，而是考量朱慧珍情緒化，擔心反駁會激怒她、讓她崩潰。但近來考量父親已近百歲，若沒為他澄清平反，洗刷恥辱，恐成為不孝子，我背不起因社會誤解造成負面影響的業障，也不能讓家人處於恐懼陰影，才無奈提告。」為何不私下找朱慧珍溝通解決？邢峰說：「她20多年來一直都有溝通上的問題，經過這麼多年來都是如此。」還表示繼父當然沒有輕薄她，且年紀近百的老人家已經知道此事，邢峰只能安慰他。 
2014年1月14日，臺視退休導播李旼回憶朱慧珍17歲時被他引入演藝圈的過程：「那年，她參加歌唱比賽，最後一場表現失常，淚灑當場。我跑去找當時的評審龐宜安，跟她說：朱是可造之材，歌沒唱好，但可在演藝方面琢磨。老龐聽進去了，丟了本劇本叫我找她試試。自此，小朱踏進影視圈。……好好一個鄰家女，進入五光十色的影視圈就變了樣，她開始跑碼頭（秀場）……她認識了邢峰、認識了豬哥亮那夥人，離臺視愈來愈遠，也離我愈來愈遠。……有一次，我在鄉間的一個小型秀場看到她，我躲在台下人群中，以為她不會看到我；節目中場，她突然拿起麥克風對台下廣播，說下面有一個她的恩人——李導播，『沒有他，就沒有今天的我。』然後follow spot就掃向我，我羞愧地無地自容。」

## 節目主持
| 頻道           | 節目           | 備註                           |
| 中視           | 《午安歡笑》   | 與葛小寶、張慧波搭檔主持       |
| 中視           | 《周六100》    | 與周麟搭檔主持                 |
| 台視           | 《綜藝大集合》 | 與康弘搭檔主持                 |
| 巨登育樂錄影帶 | 《巨登大歌廳》 | 與豬哥亮、康弘、林安迪搭檔主持 |
| 飛梭衛視       | 《房事公投》   | 與曹西平搭檔主持               |
| 飛梭綜藝台     | 《性不性由你》 | 與蔡頭搭檔主持                 |
| 飛梭綜藝台     | 《成人遊戲》   | 與曹西平搭檔主持               |

## 電視劇
| 年份 | 頻道 | 劇名                             | 飾演         |
| 1976 | 臺視 | 周三劇場《神探劇集－新娘失蹤了》 | 小梅         |
| 1976 | 臺視 | 周三劇場《胡家堡》               | 胡秀明       |
| 1977 | 臺視 | 《絕代雙驕》                     | 鐵萍姑       |
|      | 臺視 | 《奇中奇》                       | 伶俐         |
|      | 臺視 | 《吾愛吾家》                     | 康若蘭       |
| 1978 | 臺視 | 周三劇場《珍珠》                 | 小翠         |
| 1978 | 臺視 | 《恩義情天》                     | 小蓮         |
| 1979 | 臺視 | 《金鳳凰》                       | 李小蘿       |
| 1979 | 臺視 | 《金石情》                       | 翠兒         |
| 1980 | 臺視 | 《姐妹花》                       | 楊人鳳       |
| 1980 | 臺視 | 《俠影香踪－ 女標師》            | 金玲子       |
| 1980 | 臺視 | 《大野遊龍》                     | 倪秋         |
| 1980 | 臺視 | 《盲女神龍》                     | 如霜         |
| 1980 | 臺視 | 《女嬌龍－計中計》               | 林淑慧       |
| 1981 | 臺視 | 台視綜合劇場《十一個女人－小葉》 | 小妹         |
| 1981 | 臺視 | 《雙印傳奇》                     | 醇王福晉     |
| 1982 | 臺視 | 《天地良心》                     |              |
| 1982 | 臺視 | 台視綜合劇場《十一個女人－阿貴》 | 小妹         |
| 1984 | 台視 | 《愛的追尋》                     | 甜甜         |
| 1984 | 台視 | 《苦心蓮》                       | 鄭秀貞       |
| 1986 | 三立 | 《豬哥亮與嘉慶君》               |              |
| 1986 | 華視 | 《煙雨濛濛》                     | 李可雲       |
| 1986 | 華視 | 《家家有本傷腦經》               | 韓玉華       |
| 1987 | 華視 | 《庭院深深》                     | 葉霜         |
| 1988 | 臺視 | 《八月桂花香》                   | 彩雲         |
| 1988 | 臺視 | 《台北康米地》                   | 唐蜜         |
| 1989 | 臺視 | 《佳人有約》                     | 朱珠         |
| 1989 | 臺視 | 《郵差總是按對鈴》               | 情婦         |
| 1991 | 中視 | 《回首天已藍》                   |              |
| 1991 | 中視 | 《菟絲戀》                       | 丁竹君       |
| 1992 | 華視 | 《意難忘》                       | 楊美玉       |
| 1993 | 華視 | 《包青天－鍘包勉》               | 秦艷娘       |
| 1993 | 中視 | 《多情厝》                       | 美慧         |
| 1995 | 台視 | 《女人當家》                     | 艾琴         |
| 1996 | 臺視 | 《歹路不可行》                   |              |
| 1996 | 華視 | 《第一世家》                     | 吳春花       |
| 1997 | 華視 | 《大紅燈籠高高掛》               | 梅珊         |
| 1997 | 華視 | 《我的阿爸我的子》               | 游美櫻(米漿) |
| 1997 | 台視 | 《根》                           | 愛美莉       |
| 1999 | 台視 | 《台灣廖添丁》                   | 洪花         |
| 1999 | 中視 | 《香蕉新樂園》                   | 侯玉蓮       |
| 2000 | 台視 | 《神仙動員令》                   | 朱八珍       |
| 2001 | 三立 | 《隔壁親家》                     |              |
| 2005 | 公視 | 《公視人生劇展－芒草花在唱歌》   | 阿娥         |
| 2008 | 民視 | 《娘家》                         | 李春莉       |
| 2011 | 民視 | 《父與子》                       | 廖美君       |
| 2014 | 央視 | 《歡天喜地俏冤家》               | 曹天椒       |
| 2015 | 民視 | 《嫁妝》                         | 蔡春美       |

## 電影
| 年份 | 片名               | 飾演             |
| 1980 | 《金枝玉葉》飾飄香 | 昇平公主貼身宮女 |
| 1982 | 《燃燒吧！火鳥》   | 方潔心           |
| 1988 | 《天下一大樂》     | 卓太太           |
| 1989 | 《愛拼才會贏》     |                  |
| 1990 | 《少爺當大兵》     |                  |
| 1995 | 《流浪舞臺》       | 三姐             |

## 獎項

### 電視金鐘獎
| 年份   | 獲提名           | 獎項                           | 結果 |
| ------ | ---------------- | ------------------------------ | ---- |
| 1993年 | 《意難忘》       | 第28屆金鐘獎最佳女配角獎       | 獲獎 |
| 2006年 | 《芒草花在唱歌》 | 第41屆金鐘獎迷你劇集最佳女主角 | 提名 |

### 金馬獎
| 年份   | 獲提名       | 獎項                   | 結果 |
| ------ | ------------ | ---------------------- | ---- |
| 1995年 | 《流浪舞臺》 | 第32屆金馬獎最佳女配角 | 提名 |

## 外部連結
- 朱慧珍在互联网电影资料库（IMDb）上的資料（英文）
- 朱慧珍在香港影庫上的簡介
- 朱慧珍的新浪微博
- 朱慧珍在豆瓣上的资料（简体中文）